# A4 (Slovenië)
De A4 is een Sloveense autosnelweg in aanbouw. Bij voltooiing zal het totale traject uiteindelijk 33,7 km gaan bedragen. De weg loopt dan vanaf de stad Maribor, waar de snelweg aansluiting zal bieden op de snelweg A1. Het traject loopt vanaf daar via de stad Ptuj naar de Kroatische grens bij Gruškovje, alwaar de weg aansluit op de snelweg naar Zagreb.
De aanleg van de weg is begonnen in 2007 en anno 2010 zijn twee gedeeltes van de snelweg voor verkeer opengesteld. Het eerste betreft de verbinding tussen de snelwegen rond Maribor en de plaats Draženci bij Ptuj, dat op 16 juli 2009 werd geopend en het tweede gedeelte is een klein stukje snelweg tussen de grens en Gruškovje zodat de snelweg A2 in Kroatië nu aansluit op een stukje snelweg in Slovenië. Het ontbrekende stuk tussen Draženci en Gruškovje wordt naar verwachting in 2013 opgeleverd.